# Tetrossido di rutenio
Il tetrossido di rutenio o ossido di rutenio(VIII) è il composto chimico binario del rutenio ottavalente con l'ossigeno, un ossido molecolare avente formula RuO4. In esso il rutenio raggiunge il rarissimo stato di ossidazione +8. È un solido giallo diamagnetico, molto volatile; la molecola RuO4 ha struttura tetraedrica. Ha forti proprietà ossidanti ed è quindi molto reattivo; può reagire in modo esplosivo con vari composti organici ed è incompatibile, ad esempio, con alcool, etere, benzene e piridina. Il tetracloruro di carbonio è uno dei pochi solventi sufficientemente sicuri dove si scioglie senza reagire, ma si scioglie bene anche in cloroformio. L'analogo composto OsO4 ha proprietà analoghe, ma è un ossidante meno potente e anche per questo è decisamente più selettivo e molto più usato.

## Storia
Il tetrossido di rutenio fu isolato per la prima volta nel 1860 dal chimico russo Karl Ernst Claus, che aveva precedentemente scoperto il rutenio nel 1844. È ampiamente riconosciuto che il suo primo uso come ossidante in chimica organica fu introdotto nel 1953 da Djerassi e Engle, i quali lo impiegarono nell'ossidazione di solfuri a solfossidi e a quella del fenantrene a dare il 9,10-fenantrenchinone.

## Tetrossidi nella Tavola periodica e struttura elettronica
Il tetrossido di rutenio è il primo tetrossido che si incontra ed uno dei pochissimi tetrossidi presenti nella tavola periodica. 
Dieci caselle più avanti è seguíto da quello dello xenon (XeO4, molto instabile ed esplosivo) e poi da quello dell'omologo osmio (OsO4, 32 caselle oltre), che è apprezzabilmente più stabile del tetrossido di rutenio.
Analogamente, il tetrossido di osmio (OsO4) potrebbe ancora essere seguíto, a sua volta, dal tetrossido dell'assio (HsO4), l'omologo superiore dell'osmio, come è stato ipotizzato in base all'andamento di maggiore stabilità (e minore potere ossidante) che si riscontra scendendo lungo il gruppo 8, andamento che in ogni caso si estende similmente anche ad altri gruppi degli elementi di transizione.
Per contro, il tetrossido di ferro (Fe(=O)4, sconosciuto), che è il primo elemento dello stesso gruppo 8, si prevede avere un'affinità elettronica proibitiva ed è quindi probabilmente troppo instabile/ossidante per poter essere sintetizzato e inoltre calcoli quantomeccanici prevedono per esso la struttura con anello perossidico Fe(=O)2(η2-O2) come quella più stabile, che però è una specie di Fe(VI), e non Fe(=O)4.
A differenza di molti comuni ossidi metallici, il tetrossido di rutenio è un ossido molecolare, come pure l'analogo OsO4 (ed anche ovviamente XeO4, ma lo xenon non è un elemento metallico). La molecola viene comunemente rappresentata con l'atomo di rutenio al centro di un tetraedro che forma quattro legami doppi con gli ossigeni posti ai vertici: il rutenio è tetracoordinato, è alla sua massima valenza (8) e al suo massimo stato di ossidazione (+8).
L'atomo di rutenio in questa molecola ha configurazione elettronica d 0, non ha elettroni di non legame nel guscio di valenza, mentre ciascun atomo di ossigeno ha otto elettroni di valenza; lo stesso discorso vale per l'osmio in OsO4, ma non per lo xenon in XeO4, nel quale Xe ha un guscio completo di elettroni d (guscio 4 d 10). Nella molecola del tetrossido di rutenio sono quindi presenti 32 elettroni di valenza e ne deriva una struttura tetraedrica regolare, simmetria molecolare Td; questa è in accordo sia con un'ibridazione sp3 di Ru che con le indicazioni del modello VSEPR per una specie del tipo AY4; tutto questo si ritrova parimenti nel tetrossido di osmio (OsO4). La molecola di tetrossido di rutenio ha tutti gli elettroni appaiati nei rispettivi orbitali ed è quindi diamagnetica.

## Proprietà e struttura molecolare
Il tetrossido di rutenio si presenta come un solido giallo che già a 25 °C fonde in un liquido giallo che poi bolle a soli 40 °C; anche allo stato solido è decisamente volatile dato che può essere sublimato a temperatura ambiente; è un composto irritante, con un odore simile all'ozono. Pur essendo la molecola apolare per ragioni di simmetria (vide infra), in acqua è solubile, anche se solo parzialmente: a 20 °C se ne sciolgono 20,3 g in un litro dando una soluzione giallo oro, ma è molto solubile in tetracloruro di carbonio.
Il tetrossido di rutenio è un forte ossidante, meno del permanganato ma più del cloro molecolare; a contatto con sostanze organiche facilmente ossidabili, compresa la cellulosa dei filtri, o con certi solventi organici, può dar luogo ad esplosioni; conseguentemente, solventi che si sono dimostrati utili nel caso del tetrossido di osmio per le sue ossidazioni in chimica organica, come etere, piridina e benzene, possono reagire in maniera incontrollata col tetrossido di rutenio e il loro uso viene pertanto sconsigliato. Il composto, a differenza del tetrossido di osmio, non può essere usato tal quale nelle ossidazioni organiche, ma sempre in soluzione; a tal proposito il CCl4 è un solvente sicuro, sebbene anche il cloroformio possa essere usato, ma solo quello privo di alcool come stabilizzante.
Il tetrossido di rutenio è parzialmente solubile in acqua a pH neutro ma molto più in soluzioni basiche, dove però tende a decomporsi nello ione rutenato RuO42− con svolgimento di ossigeno molecolare.
Il tetrossido di rutenio viene a volte descritto come l'anidride dell'acido iperrutenico H2RuO5, il quale è parzialmente presente nelle soluzioni acquose del tetrossido; il tetrossido di rutenio solvatato presente in esse si trova in equilibrio con l'acido:
{\displaystyle {\ce {RuO4\,+\,H2O\leftrightarrows H2RuO5}}}
In tali soluzioni H2RuO5 si comporta da acido molto debole, il suo pKa è riportato essere 11,2.

### Stabilità e potere ossidante
Il composto è molto stabile termodinamicamente: la sua entalpia di formazione standard è ΔHƒ° = -238,5±4 kJ/mol, ma è alquanto meno stabile del suo omologo superiore OsO4, per il quale ΔHƒ° = -386 kJ/mol. Nonostante la stabilità termodinamica, il tetrossido di rutenio è una specie decisamente ossidante e molto reattiva; in ambiente acido si riduce facilmente a diossido di rutenio (RuO2):
{\displaystyle {\ce {RuO4\,+\,4H+\,+\,4e^{-}\to RuO2\downarrow \,+\,2H2O\,\,\,\,\,E^{\circ }=1,387\,V}}}
Questo potenziale di riduzione testimonia che il tetrossido di rutenio è un ossidante energico: il suo valore supera, sebbene di poco, quello del cloro molecolare [E°(Cl2 / Cl−) = 1,36 V] e quello dello ione cromato [E°(CrO42− / Cr3+) = 1,33 V], due comuni ossidanti energici. Inoltre, è decisamente maggiore rispetto a quello dell'analogo tetrossido di osmio, che anch'esso si riduce facilmente a diossido di osmio (OsO2):
{\displaystyle {\ce {OsO4\,+\,4H+\,+\,4e^{-}\to OsO2\downarrow \,+\,2H2O\,\,\,\,\,\,\,\,E^{\circ }=1,005\,V}}}
La riduzione monoelettronica del tetrossido di rutenio porta all'anione perrutenato RuO4−, E°(Ru+8 / Ru+7) = 0,95 V; quest'ultimo, come sale di tetrapropilammonio, è utilizzato in chimica organica come ossidante blando e selettivo (ossidazione di Ley). Infatti, la riduzione monoelettronica di quest'ultimo, che conduce allo ione rutenato RuO42−, comporta un potenziale standard alquanto inferiore, +0,59 V, che è un valore paragonabile a quello della riduzione dello iodio a ioduro (+0,54 V). La riduzione bielettronica del tetrossido di rutenio porta direttamente allo ione rutenato RuO42− , il cui potenziale standard è invece più alto, pari a 0,77 V.
La molecola di tetrossido di rutenio è isoelettronica di valenza anche all'anione permanganato MnO4−, un ossidante che invece è più forte [E°(MnO4− / Mn2+) = 1,51 V].

### Parametri strutturali
Allo stato cristallino il tetrossido di rutenio è dimorfico: si conosce una modificazione cubica, con la cella elementare contenente due tipi di molecole con lievi differenze tra loro, e una modificazione monoclina. Da indagini diffrattometriche dei raggi X su entrambe le modificazioni la distanza media che si ricava per il legame Ru–O è di 169,7±0,4 pm, mentre la distanza analoga Os–O in OsO4, determinata tramite diffrazione elettronica in fase gassosa, è di 171,1 pm. La differenza è molto piccola, ma anche la differenza tra i raggi covalenti di Ru e Os è molto piccola: 146 pm e 144 pm, rispettivamente, e inoltre gli stati di aggregazione dei composti confrontati sono diversi. Per altro confronto, nel caso di XeO4 (in fase gassosa) l'analoga distanza è di 173,6 pm, con un raggio covalente di Xe quotato a 140 pm.

### Chimica ionica in fase gassosa
Il potenziale di ionizzazione del tetrossido di rutenio è piuttosto alto e ammonta a 12,15 eV, un valore appena minore rispetto al tetrossido di osmio (12,35 eV). L'affinità elettronica del tetrossido di rutenio è di ben 3,72 eV, un valore notevole in quanto supera quella dell'atomo di cloro (3,61 eV), che è l'elemento con la massima affinità elettronica.

## Sintesi
Il tetrossido di rutenio si ottiene per ossidazione di soluzioni acquose di cloruro di rutenio(III) o di rutenati (RuO42–) con periodato di sodio, ipoclorito di sodio, o bromato di sodio. La reazione con metaperiodato in forma ionica è la seguente:
{\displaystyle {\ce {8Ru_{aq}^{3+}\,+\,5IO_{4(aq)}^{-}\,+\,12H2O_{(l)}\to 8RuO_{4(s)}\,+\,5I_{(aq)}^{-}\,+\,24H_{(aq)}^{+}}}}
Il tetrossido di rutenio è scarsamente solubile in acqua e quindi si sviluppa in forma gassosa e può poi essere raccolto in solventi adatti.

## Reattività
Il tetrossido di rutenio è termicamente instabile e si decompone per riscaldamento formando il biossido RuO2 e ossigeno molecolare; sopra a 180 °C la decomposizione può essere esplosiva; secondo altri, questo avviene già sopra a 100 °C. È più instabile del corrispondente composto di osmio. Il tetrossido di rutenio in soluzione alcalina (idrossido di potassio) dà come tipico prodotto di riduzione lo ione rutenato RuO42–, dove il rutenio ha numero di ossidazione +6. Reagisce in modo esplosivo con ammoniaca, etanolo, composti organici ossidabili, zolfo e ioduro di idrogeno.

## Usi
La volatilità del tetrossido di rutenio lo rende un intermedio importante per la separazione dei metalli del platino e per l'isolamento del rutenio elementare.
In chimica organica il tetrossido di rutenio viene impiegato come ossidante. È un ossidante più forte (e meno selettivo) di OsO4, ed è in grado di ossidare praticamente tutti gli idrocarburi. Ad esempio, ossida l'adamantano a 1-adamantanolo. Si usa in sintesi organica per ossidare alchini terminali a 1,2-dichetoni e alcoli primari ad acidi carbossilici. In questi utilizzi il tetrossido di rutenio è preparato in situ in quantità catalitiche da RuO2 o RuCl3 e viene rigenerato aggiungendo periodato di sodio; come mezzo di reazione si usa una miscela di acetonitrile, acqua e tetracloruro di carbonio. Alla fine si può aggiungere etere per precipitare il precursore di rutenio e così recuperarlo.
Il tetrossido di rutenio rompe facilmente entrambi i legami in un doppio legame carbonio-carbonio (σ e π) per formare prodotti carbonilici, in modo simile all'ozonolisi trattata in condizioni riduttive:
>C=C< (+ RuO4)   →   >C=O + O=C<
>C=C< (+ OsO4)   →   HO−C−C−OH
OsO4 è un ossidante meno potente ma per questo più selettivo: riesce a rompere il solo legame π di alcheni formando un anello a cinque termini con gli ossigeni del tetrossido, ma non riesce in analoghe condizioni a rompere anche il legame σ e, dopo l'idrolisi finale, dalla reazione si ottengono dioli vicinali.
In condizioni più blande, la reazione di ossidazione di alcoli primari con perrutenato di tetrapropilammonio [i-Pr4N]+[RuO4]−, in presenza dell'N-ossido della N-metilmorfolina come riossidante stechiometrico, può essere fermata ad aldeidi.
L'ossidazione di ciclopentanolo e cicloesanolo con RuO4 in soluzione alcalina e perbromato di potassio (KBrO4) come riossidante stechiometrico fornisce i corrispondenti chetoni.
Risultati simili si possono ottenere con ossidanti meno costosi come il clorocromato di piridinio o quelli basati sul dimetilsolfossido, ma il tetrossido di rutenio è ideale quando occorre un ossidante molto energico e occorre mantenere condizioni blande.
Dato che il tetrossido di rutenio è un ossidante molto aggressivo, le reazioni si possono fare in condizioni blande, in genere a temperatura ambiente. In tali condizioni il tetrossido di rutenio ossida carboni recanti un ossidrile ma non aggredisce i centri idrocarburici stereogenici. Un esempio è la seguente ossidazione di un diolo vicinale ad acido carbossilico:
In condizioni analoghe, l'ossidazione di alcoli non coinvolge un anello epossidico eventualmente presente nella molecola:

## Sicurezza
Il tetrossido di rutenio è pericoloso in quanto facilmente volatile e forte ossidante. I vapori sono irritanti per gli occhi e le mucose, perché i tessuti vengono rapidamente ossidati. A contatto con sostanze organiche ossidabili può esplodere anche a temperatura ambiente.